# BAE Systems Demon
BAE Systems Demon – brytyjski, doświadczalny, bezzałogowy aparat latający (UAV – ang. Unmanned Aerial Vehicle), opracowany w ramach projektu FLAVIIR (Flapless Air Vehicle Integrated Industrial Research) przez firmę BAE Systems.

## Historia
Demon, który do swojego pierwszego lotu wzniósł się 17 września 2010 roku, powstał w ramach projektu FLAVIIR. Jego celem było zbudowanie samolotu mogącego latać bez użycia powierzchni sterowych, takich jak stery, lotki i klapy. Sterowanie samolotem odbywa się poprzez zmiany kierunku nadmuchu powietrza z silnika odrzutowego na krawędzie spływu skrzydeł. Dzięki takiemu rozwiązaniu uproszczona zostaje mechanizacja skrzydeł, a tym samym samolot ma być bardziej niezawodny, mniej podatny na awarię i łatwiejszy w obsłudze. Maszyna została wybudowana przez firmę BAE Systems. System sterowania opracowano na Uniwersytecie w Manchesterze i Cranfield. Za oprogramowanie wykorzystywane w systemie sterowania odpowiedzialne były Imperial College London i Uniwersytet Leicester.